# جی.سی.آر. لیکلایدر
جوزف کارل رابنت لیکلایدر (‎/ˈlɪklaɪdər/‎؛ ۱۹۱۵ مارس ۱۱ - ژوئن ۲۶، ۱۹۹۰)، به سادگی به عنوان .J. C. R یا "لیک" شناخته شده‌است، روانشناس آمریکایی و دانشمند کامپیوتر بود که به عنوان یکی از مهمترین افراد تاریخ در علوم کامپیوتر و تاریخ محاسبات عمومی شناخته می‌شود.
او به دلیل انجام یکی از اولین پیش‌بینی‌های محاسبات تعاملی مدرن و کاربرد آن در تمام انواع فعالیت‌ها شناخته می‌شود؛ و همچنین به عنوان پیشگام اینترنتی با چشم‌انداز اولیه یک شبکه کامپیوتری در سراسر جهان. او برای انجام این تحقیق با سرمایه‌گذاری تحقیقاتی که منجر به بخش زیادی از آن شد، از جمله رابط کاربر گرافیکی کانونیک امروز و آرپانت، سازندگان مستقیم اینترنت بود.
او برای محاسبه دانه‌های کامپیوتری در عصر دیجیتال نامیده شده‌است " جانی Appleseed محاسبات"؛ رابرت تیلور، بنیانگذار مرکز تحقیقات سیستم‌های کامپیوتری علمی کامپیوتر پارک و مرکز تحقیقات سیستم‌های دیجیتال تجهیزات دیجیتال Xerox PARC، می‌گوید: "بیشتر پیشرفت‌های قابل توجه در تکنولوژی‌های رایانه ای، از جمله کارهایی که گروه من در Xerox PARC انجام داد، به سادگی فوق العاده بودن لایک بود آنها در مورد دیدگاه‌های جدیدی از خودشان نبودند بنابراین او واقعاً پدر تما رشته‌ها بود. "
به نقل قول از بیوگرافی کامل او، The Dream Machine:
"بیش از یک دهه قبل از اینکه رایانه‌های شخصی از گاراژ دره سیلیکون و سی سال پیش از انفجار اینترنت در دهه ۱۹۹۰ عبور کنند، عبور می‌کنند. کلمه رایانه هنوز یک حس شوم و تصویری از یک دستگاه بزرگ و ارعاب آور دارد. پنهان کردن در یک زیرزمین با روشنایی و هوای گرم، کارتهای پانچ بدون نیاز به پردازش برای برخی از موسسات بزرگ را به نمایش می‌گذارد: آنها.
"با این حال، نشستن در یک دفتر غیر رسمی در پنتاگون در مک نامارا، یک شهروند آرام … قصد دارد انقلاب را بسوی کامپیوترهایی که درک می‌کنند تغییر دهد … به هر حال اشغال آن دفتر … آینده ای را در رایانه‌ها به افراد توانایی می‌دهد تا آنها را به انطباق سفت و سخت تحمیل کنند. او تقریباً تنها در اعتقاد خود می‌گوید که رایانه‌ها می‌توانند ماشین آلات محاسباتی فوق العاده سریع را تبدیل کنند، اما ماشین‌های شاد: ابزارهایی که به عنوان رسانه‌های جدید بیان، الهام بخش خلاقیت و دروازه‌های دنیای وسیع اطلاعات آنلاین. "